# Aire d'attraction de Vendôme
L'aire d'attraction de Vendôme est un zonage d'étude défini par l'Insee pour caractériser l’influence de la commune de Vendôme sur les communes environnantes. Publiée en octobre 2020, elle se substitue à l'aire urbaine de Vendôme, qui comportait 36 communes dans le dernier zonage qui remontait à 2010.

## Définition
L'aire d'attraction d'une ville est composée d’un pôle, défini à partir de critères de population et d’emploi ainsi que d’une couronne constituée des communes dont au moins 15 % des actifs travaillent dans le pôle. Le pôle d’attraction constitue ainsi un point de convergence des déplacements domicile-travail,.

## Type et composition
L’aire d'attraction de Vendôme est une aire intra-départementale qui comporte 57 communes en Loir-et-Cher. 
Elle est catégorisée dans les aires de moins de 50 000 habitants, une catégorie qui regroupe 12,2 % au niveau national.

### Carte

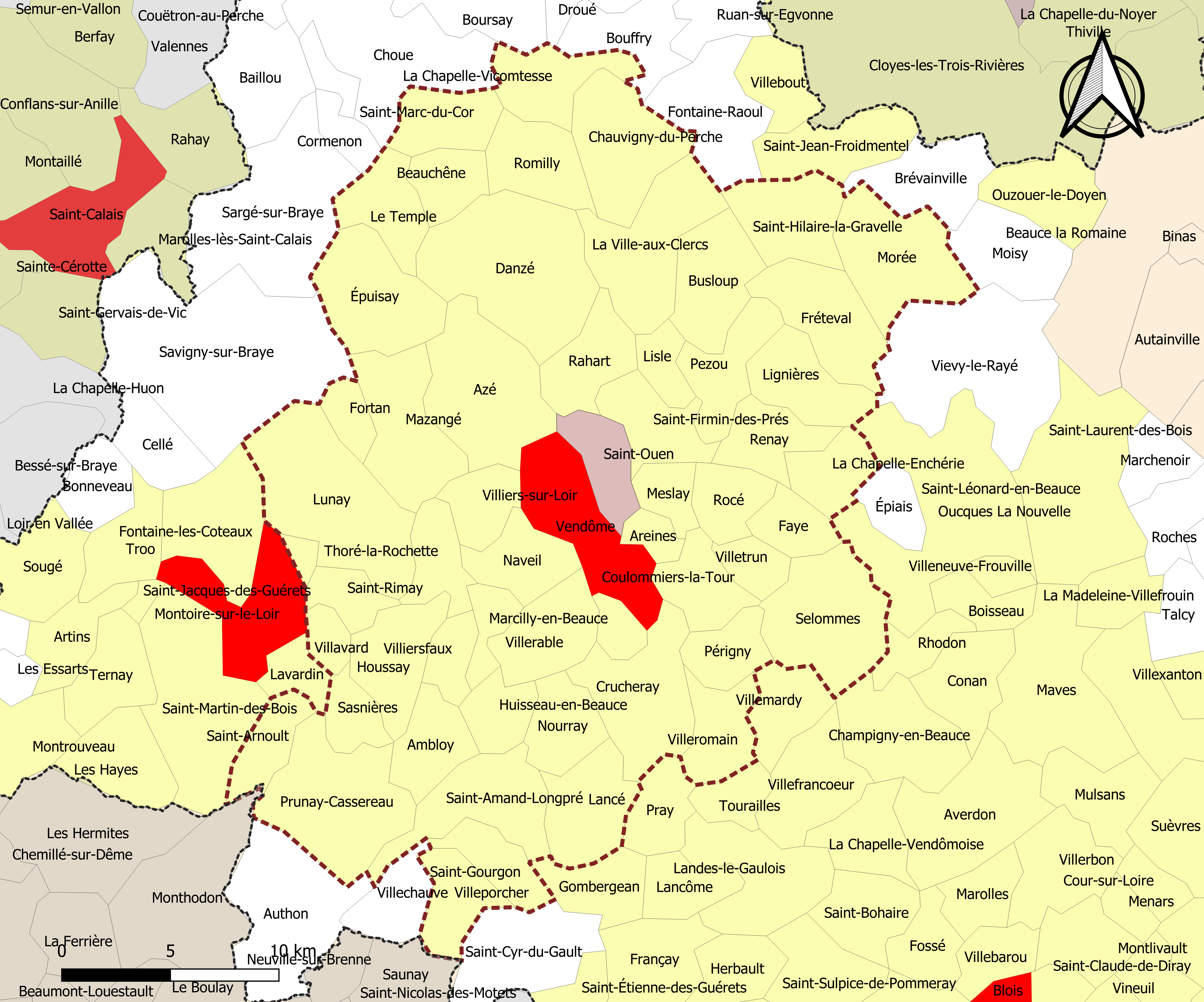
Carte de l'aire d'attraction de Vendôme.
Commune-centre
Commune du pôle principal
Commune de la couronne

### Composition communale
| Catégorie                 | Département  | Communes | Communes |
| Catégorie                 | Département  | Nombre   | Libellé |
| ------------------------- | ------------ | -------- | --- |
| Commune-centre            | Loir-et-Cher | 1        | Vendôme. |
| Commune du pôle principal | Loir-et-Cher | 1        | Saint-Ouen. |
| Communes de la couronne   | Loir-et-Cher | 55       | Ambloy, Areines, Azé, Beauchêne, Busloup, La Chapelle-Enchérie, La Chapelle-Vicomtesse, Chauvigny-du-Perche, Coulommiers-la-Tour, Crucheray, Danzé, Épuisay, Faye, Fortan, Fréteval, Houssay, Huisseau-en-Beauce, Lancé, Lignières, Lisle, Lunay, Marcilly-en-Beauce, Mazangé, Meslay, Morée, Naveil, Nourray, Périgny, Pezou, Prunay-Cassereau, Rahart, Renay, Rocé, Les Roches-l'Évêque, Romilly, Saint-Amand-Longpré, Sainte-Anne, Saint-Arnoult, Saint-Firmin-des-Prés, Saint-Gourgon, Saint-Hilaire-la-Gravelle, Saint-Marc-du-Cor, Saint-Rimay, Sasnières, Selommes, Le Temple, Thoré-la-Rochette, Villavard, La Ville-aux-Clercs, Villeporcher, Villerable, Villeromain, Villetrun, Villiersfaux, Villiers-sur-Loir. |